# Orchestina sechellorum
Orchestina sechellorum là một loài nhện trong họ Oonopidae.
Loài này thuộc chi Orchestina. Orchestina sechellorum được P. L. G. Benoit miêu tả năm 1979.